# Wiehre
Wiehre es el nombre de un barrio de Friburgo de Brisgovia en Baden-Wurtemberg, Alemania, al sur del centro de la ciudad, al otro lado del río Dreisam.
El barrio lo conforman 4 distritos oficiales Oberwiehre, Mittelwiehre, Unterwiehre-Nord y Unterwiehre-Süd, que representan el 10.6% de la población total de la ciudad según datos de 2022.

## Freiau
Freiau es el nombre de una pequeña colonia obrera dentro del barrio, que fue creada entre 1870 y 1871 en el terreno llamado freie Aue (traducido: vega libre). En 1986 los últimos edificios todavía existentes fueron declarados patrimonio nacional.

## Deicheleweiher
Los Deicheleweiher son dos estanques artificiales desplazados en altura, uno al lado del otro, en los cuales desde la Edad Media se almacenaron troncos de coníferas para ser taladrados y servir como Deicheln (tubos o cañerías para el transporte de agua fabricados de madera). Estos Deicheln también eran allí almacenados hasta su posterior utilización. En Friburgo la red de canalización de aguas con tuberías de madera se mantuvo en funcionamiento hasta el siglo XIX.
|                      |
| El estanque superior |

|                                                       |
| El desagüe del estanque superior al estanque inferior |

|                      |
| El estanque inferior |

|                                                |
| Taladrando un tubo de agua de madera (Deichel) |

## Wasserschlössle
En el sur del barrio se encuentra el Wasserschlössle.

## Holbeinpferd
El Holbeinpferd es la escultura de un caballo.

## Enlaces
- Wikimedia Commons alberga una categoría multimedia sobre Wiehre.
- Páginas Badenses: Vistas de Wiehre